# Mulligatawny
Mulligatawny er en indisk suppe, ofte baseret på kylling, tomat, karry og forskellige rodfrugter. Navnet stammer fra tamil, hvor det betyder "pebervand" ("mullaga" betyder peber og 'thanni' betyder vand) til trods for, at peber ikke er nogen vigtig ingrediens i retten.
Mulligatawny er blandt de retter, der bliver serveret i 90-års fødselsdagen.